# Moriz von Lederer
Moriz svobodný pán von Lederer (29. července 1809 Vídeň – 17. prosince 1890 Štýrský Hradec) byl rakouský generál z rodiny nobilitované v 18. století. V armádě sloužil od roku 1828, jako důstojník jezdectva vystřídal různé posádky, uplatnil se také v několika válečných taženích. V hodnosti polního podmaršála (1856) byl divizním velitelem v rakouských državách v severní Itálii, v letech 1859–1860 byl zástupcem vrchního velitele rakouské armády v Benátsku. V roce 1860 byl penzionován.

## Životopis

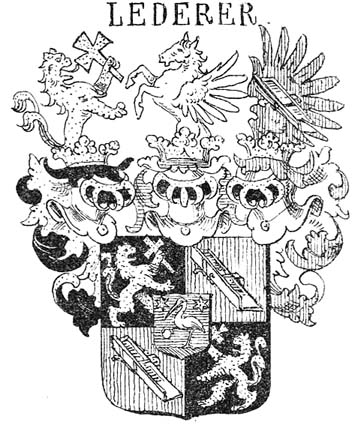
Erb rodu Ledererů

Pocházel z úřednické rodiny povýšené v roce 1778 do stavu svobodných pánů. Narodil se jako druhý syn polního maršála a vojevůdce napoleonských válek barona Ignaze Lederera (1769–1849). Do armády vstoupil v devatenácti letech k dragounskému pluku č. 2, jehož majitelem byl otec. Již v roce 1837 byl rytmistrem a v roce 1840 byl povýšen na majora. V roce 1846 byl povýšen na podplukovníka a stal se zástupcem velitele 3. kyrysnického pluku. V roce 1848 získal hodnost plukovníka a během revolučních let 1848–1849 bojoval u Jižní armády v Uhrách.
V roce 1849 dosáhl hodnosti generálmajora a po porážce maďarské revoluce setrval jako velitel brigády v Uhrách, později velel brigádě v Prostějově a ve Vídni. V roce 1856 byl povýšen do hodnosti polního podmaršála a stal se velitelem divize u 8. armádního sboru v Boloni. Po prohrané válce se Sardinií byl k datu 1. srpna 1859 jmenován zástupcem vrchního velitele II. armády pro Benátsko, Přímoří, Korutansko, Kraňsko a Tyrolsko se sídlem ve Veroně. K datu 27. listopadu 1860 byl penzionován.
Po odchodu do výslužby obdržel titul c. k. tajného rady s nárokem na oslovení Excelence (1860) a zároveň byl jmenován čestným majitelem pěšího pluku č. 63. Za zásluhy v revolučních letech 1848–1849 byl nositelem Vojenského záslužného kříže. Několik vyznamenání získal také od zahraničních panovníků, byl rytířem ruského Řádu sv. Vladimíra III. třídy, držitelem saského Vojenského řádu Jindřichova, velkokříže papežského Řádu sv. Řehoře Velikého a toskánského Vojenského záslužného řádu.

## Rodina
Byl dvakrát ženatý. Jeho první manželkou se v roce 1850 stala Marie Otýlie, rozená hraběnka z Königsegg-Rothenfelsu, ovdovělá Zichyová (1814–1851), která zemřela již rok po svatbě. Z manželství se krátce před její smrtí narodila dcera Marie (* 1851). Podruhé se oženil v roce 1853 s uherskou šlechtičnou baronkou Hedvikou Mednyánszkou (1821–1903). U rodiny Mednyánszkých pobýval Moriz často po odchodu do penze na jejich zámku Rakovice u Piešťan.
Morizův starší bratr August (1807–1882) sloužil také v armádě a dosáhl hodnosti generála jezdectva.